# Lamotrigin
Lamotrigine, được bán dưới tên thương mại là Lamictal cùng một số tên khác, là một loại thuốc chống co giật được sử dụng để điều trị bệnh động kinh và rối loạn lưỡng cực. Đối với bệnh động kinh, các dạng có thể sử dụng thuốc này bao gồm co giật cục bộ, co giật toàn thân, và co giật trong hội chứng Lennox-Gastaut. Đối với rối loạn lưỡng cực, chúng được sử dụng để điều trị các đợt cấp tính của trầm cảm, các chu kỳ nhanh trong dạng lưỡng cực II, và ngăn ngừa tái phát ở dạng lưỡng cực I.
Các tác dụng phụ thường gặp bao gồm buồn ngủ, đau đầu, nôn mửa, rối loạn phối hợp và phát ban. Tác dụng phụ nghiêm trọng có thể có như thiếu các tế bào hồng cầu, tăng nguy cơ tự tử, hội chứng Stevens-Johnson, và các phản ứng dị ứng. Sử dụng thuốc trong khi mang thai hoặc cho con bú có thể gây hại cho em bé. Lamotrigine là một phenyltriazine, điều này làm chúng khác biệt về mặt hóa học với các thuốc chống co giật khác. Cách hoạt động của thuốc vẫn chưa rõ ràng. Có vẻ như chúng làm tăng hoạt động của acid gamma-aminobutyric (GABA), chất dẫn truyền thần kinh ức chế chính trong hệ thần kinh trung ương và làm giảm các kênh natri nhạy cảm với điện áp.
Lamotrigine lần đầu tiên được bán tại Vương quốc Anh vào năm 1991 và được chấp thuận sử dụng tại Hoa Kỳ vào năm 1994. [2] Nó nằm trong danh sách các thuốc thiết yếu của Tổ chức Y tế Thế giới, tức là nhóm các loại thuốc hiệu quả và an toàn nhất cần thiết trong một hệ thống y tế. Chi phí bán buôn ở các nước đang phát triển là khoảng 3.57 USD mỗi tháng tính đến năm 2015. Tại Hoa Kỳ, số tiền này có chi phí bán buôn khoảng 4.64 USD.